# Johann Nikolaus Hanff
Johann Nikolaus Hanff, nemški organist, * 1665, Wechmar, † 1712.
Poučeval je Johanna Matthesona.